# Laura García Hoppe
Laura García Hoppe (Málaga, 21 de agosto de 1853-Nueva York, 1946) fue una pintora española vinculada con la Institución Libre de Enseñanza.

## Biografía
Nació en Málaga el 21 de agosto de 1853. Fue hija de Laureano García Fiel y de Josefa Hoppe Rute, y estuvo emparentada con la familia Giner de los Ríos. Se inició en la pintura en su ciudad natal, y fue alumna del paisajista Cristóbal Férriz, de Joaquín Sorolla y Lorenzo Casanova. Fue esposa de Hermenegildo Giner de los Ríos y madre de Gloria Giner de los Ríos García y de Bernardo Giner de los Ríos. Era conocida bajo el nombre de «Laura García de Giner», que utilizaba para firmar sus cuadros.

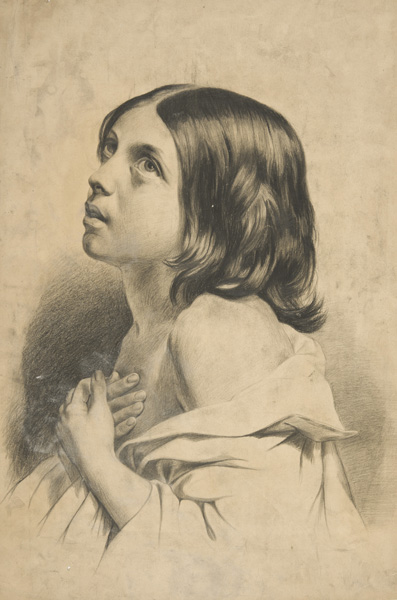
Retrato de niña, obra de García Hoppe realizada en 1868

En las exposiciones nacionales de su ciudad natal obtuvo dos segundas medallas, una de ellas por La niña de las cerezas (1894) que también recibió mención honor en la Exposición de Barcelona de 1895. En 1898 participó en la Tercera Exposición Femenina de la Sala Parés con dos obras: Paisaje y El timbaler. Un año después, y en la misma sala, expuso al lado de Lluis Masrieta y de Pere Borrell, la obra titulada Gladiador muerto. También presentó las obras Grupo de flores y Paisaje.
Como escritora, publicó la novela La samaritana (en la popular "colección Diamante" y que más tarde aparecería como folletín por entregas en el diario portugués Correio da Noite) y El hogar el trato social (Barcelona, 1907), obra pedagógica de tendencia feminista.Repartió su vida, además de en Málaga, en Barcelona, Madrid, Granada (ciudades donde tuvo destino profesional su marido, profesor en varios institutos de bachillerato), y murió en el exilio, en Nueva York, en casa de su hija Gloria, esposa del ministro republicano Fernando de los Ríos.